# Abschied (Militär)

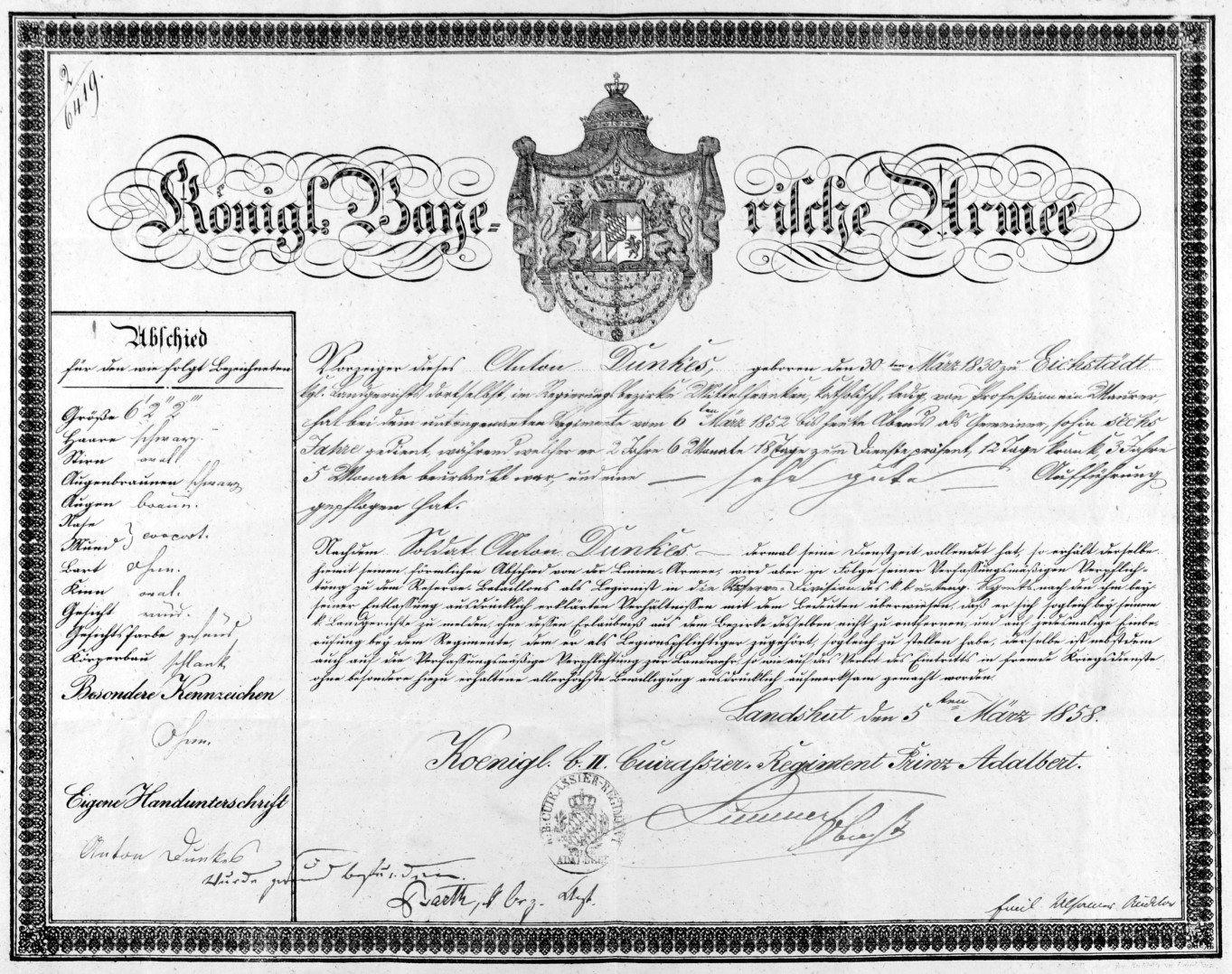
Abschiedsurkunde der Königlich bayerischen Armee für den Maurer Anton Dunkes

Abschied bedeutete in der deutschen Militärsprache des 18. bis 20. Jahrhunderts, wie Lexika des 19. und 20. Jahrhunderts von Pierer, Brockhaus und Meyer mitteilen, die ehrenvolle Entlassung aus dem Dienst. Das Wort bezeichnete auch die entsprechende Urkunde. Der Abschied konnte, bevor es um die Mitte des 19. Jahrhunderts dafür Regeln gab, mit oder ohne Pension erfolgen. Gründe waren Alter, Invalidität oder ein vom Dienstherrn angenommenes Abschiedsgesuch. 
Dagegen war die Entlassung mit schlichtem Abschied oder die Entlassung ohne Abschied, das heißt ohne Bescheinigung, auch Absetzung, eine Strafe. Sie erfolgte auf Beschluss eines militärischen Ehrengerichts und bedeutete für den Betroffenen den Verlust der Dienststelle sowie für einen Reserveoffizier des Rechtes zum Tragen der Uniform. Mit der Abschaffung der Ehrengerichte verschwand 1919 diese Form der Entlassung. 